# Javonte Green
Javonte Damar Green, né le 23 juillet 1993 à Petersburg en Virginie, est un joueur américano-monténégrin de basket-ball évoluant au poste d'ailier et mesurant 1,93 m.

## Biographie

### Carrière universitaire
Green joue pendant quatre saisons pour les Highlanders de Radford. Il intègre le cinq majeur en première année, avec des moyennes de 10,2 points, 6,7 rebonds et 1,4 interception par match, et est nommé dans la Big South Conference All-Newcomer team. En deuxième année, il enregistre 14,6 points et 8,1 rebonds par match et est nommé Second Team All-Bike South. Il est nommé First Team All-Bike South après avoir obtenu des moyennes de 16,9 points, 8,1 rebonds et 1,9 interception par match, dans sa troisième année. Dans sa dernière saison, Green obtient en moyenne 15,4 points, 9 rebonds et 1,9 interception et est nommé à nouveau dans la First Team All-Bike South, ainsi que meilleur défenseur de la conférence. Green termine sa carrière universitaire en tant que leader de l'université de Radford en termes de rebonds (1 064), interceptions (245) et en matchs joués (133) et second meilleur marqueur de l'université avec 1 911 points.

### Carrière professionnelle

#### Marín Peixegalego (2015-2016)
Après sa non-sélection lors de la draft 2015 de la NBA, Green signe avec l'équipe de Marín Peixegalego, en troisième division espagnole, le 11 septembre 2015. Dans sa première saison professionnelle, Green obtient en moyenne 18 points, 6,7 rebonds et 2,2 interceptions par match et est nommé meilleur joueur de la LEB Plata.

#### Pallacanestro Cantù (2016-2018)
Green signe ensuite avec Pallacanestro Cantù, en deuxième division italienne, le 11 juillet 2016. Il obtient en moyenne 15,6 points, 5,5 rebonds et 2,4 interceptions en 45 matchs au cours de la saison 2016-2017. Il reste dans le club italien pour une deuxième saison, obtenant en moyenne 18,1 points, 7,1 rebonds, 1,4 passe décisive et 2,3 interceptions par match. À l'issue de la saison, Green intègre la formation des Suns de Phoenix pour participer à la NBA Summer League 2018.

#### Ratiopharm Ulm (2018-2019)
Green a ensuite signé avec ratiopharm Ulm de la Basketball Bundesliga, en Allemagne, le 25 juillet 2018. Il enregistre en moyenne 13,8 points, 4,7 rebonds, 1,6 passe décisive et 2,3 interceptions par match en 51 matchs entre le championnat et l'EuroCoupe.

#### Celtics de Boston (2019-mars 2021)
Green est invité à jouer pour l'effectif des Celtics de Boston, pour la NBA Summer League 2019. Après une bonne compétition estivale, le 19 juillet 2019, il signe un contrat partiellement garanti de deux saisons avec les Celtics. Green fait ses débuts en NBA, le 25 octobre 2019, contre les Raptors de Toronto, jouant les cinq dernières secondes de la première période comme remplaçant défensif dans une victoire 112-106. Green marque ses premiers points en carrière, le 7 novembre 2019, contre les Hornets de Charlotte, terminant le match avec 12 points dans une victoire 108-87. Le 25 août 2020, il subit une arthroscopie pour réparer une déchirure du ménisque du genou droit et ne participe pas aux playoffs.

#### Bulls de Chicago (2021-2023)
Le 25 mars 2021, il est transféré aux Bulls de Chicago. 

## Statistiques

### Universitaires
| Saison    | Équipe   | Matchs | Titul. | Min./m | % Tir | % 3pts | % LF | Rbds/m. | Pass/m. | Int/m. | Ctr/m. | Pts/m. |
| --------- | -------- | ------ | ------ | ------ | ----- | ------ | ---- | ------- | ------- | ------ | ------ | ------ |
| 2011-2012 | Radford  | 32     | 22     | 22,0   | 46,7  | 19,4   | 61,8 | 6,7     | 0,6     | 1,4    | 0,5    | 10,2   |
| 2012-2013 | Radford  | 32     | 32     | 27,7   | 50,4  | 19,2   | 59,2 | 8,1     | 1,3     | 2,1    | 0,7    | 14,6   |
| 2013-2014 | Radford  | 35     | 34     | 25,6   | 54,8  | 34,3   | 68,6 | 8,1     | 1,1     | 1,9    | 0,6    | 16,9   |
| 2014-2015 | Radford  | 34     | 34     | 26,2   | 54,4  | 11,1   | 69,7 | 9,0     | 1,3     | 1,9    | 0,9    | 15,4   |
| Carrière  | Carrière | 133    | 122    | 25,4   | 51,9  | 23,8   | 65,6 | 8,0     | 1,1     | 1,8    | 0,7    | 14,4   |

### International
| Saison    | Équipe | Matchs | Titul. | Min./m | % Tir | % 3pts | % LF | Rbds/m. | Pass/m. | Int/m. | Ctr/m. | Pts/m. |
| --------- | ------ | ------ | ------ | ------ | ----- | ------ | ---- | ------- | ------- | ------ | ------ | ------ |
| 2015-2016 | Marín  | 25     | 23     | 30,0   | 52,6  | 41,5   | 70,9 | 6,7     | 1,4     | 2,2    | 0,8    | 18,0   |
| 2016-2017 | Cantù  | 45     | 41     | 27,9   | 54,0  | 37,7   | 69,6 | 5,5     | 1,2     | 2,4    | 0,5    | 15,6   |
| 2017-2018 | Cantù  | 41     | 40     | 29,3   | 54,5  | 32,8   | 84,8 | 7,1     | 1,4     | 2,3    | 0,5    | 18,1   |
| 2018-2019 | Ulm    | 51     | 51     | 26,6   | 54,9  | 35,6   | 73,0 | 4,7     | 1,6     | 2,3    | 0,4    | 13,8   |

### NBA

#### Saison régulière
| Saison    | Équipe   | Matchs | Titul. | Min./m | % Tir | % 3pts | % LF  | Rbds/m. | Pass/m. | Int/m. | Ctr/m. | Pts/m. |
| --------- | -------- | ------ | ------ | ------ | ----- | ------ | ----- | ------- | ------- | ------ | ------ | ------ |
| 2019-2020 | Boston   | 48     | 2      | 9,7    | 50,0  | 27,3   | 66,7  | 1,94    | 0,54    | 0,50   | 0,17   | 3,40   |
| 2020-2021 | Boston   | 25     | 2      | 13,8   | 54,9  | 31,8   | 66,7  | 2,08    | 0,44    | 0,72   | 0,08   | 4,20   |
| 2020-2021 | Chicago  | 16     | 0      | 8,0    | 45,2  | 37,5   | 100,0 | 1,19    | 0,38    | 0,62   | 0,25   | 2,56   |
| 2021-2022 | Chicago  | 65     | 45     | 23,4   | 54,2  | 35,6   | 83,3  | 4,25    | 0,92    | 1,03   | 0,49   | 7,20   |
| 2022-2023 | Chicago  | 32     | 1      | 15,0   | 56,5  | 37,1   | 66,7  | 2,75    | 0,72    | 0,75   | 0,66   | 5,16   |
| 2023-2024 | Chicago  | 9      | 5      | 25,6   | 60,0  | 37,0   | 76,9  | 7,44    | 0,56    | 1,11   | 0,89   | 12,22  |
| Carrière  | Carrière | 195    | 55     | 16,3   | 54,1  | 34,5   | 75,4  | 3,05    | 0,67    | 0,78   | 0,38   | 5,39   |

#### Playoffs
| Saison   | Équipe   | Matchs | Titul. | Min./m | % Tir | % 3pts | % LF | Rbds/m. | Pass/m. | Int/m. | Ctr/m. | Pts/m. |
| -------- | -------- | ------ | ------ | ------ | ----- | ------ | ---- | ------- | ------- | ------ | ------ | ------ |
| 2020     | Boston   | 1      | 0      | 6,0    | 50,0  | 50,0   | –    | 1,00    | 0,00    | 0,00   | 0,00   | 3,00   |
| 2022     | Chicago  | 5      | 1      | 14,4   | 17,6  | 0,0    | 50,0 | 3,00    | 0,40    | 1,80   | 0,00   | 1,40   |
| Carrière | Carrière | 6      | 1      | 13,00  | 21,1  | 12,5   | 50,0 | 2,70    | 0,30    | 1,50   | 0,00   | 1,70   |

## Records sur une rencontre en NBA
Les records personnels de Javonte Green en NBA sont les suivants, :
| Type de statistique        | Saison régulière | Saison régulière            | Saison régulière | Playoffs | Playoffs              | Playoffs      |
| Type de statistique        | Record           | Adversaire                  | Date             | Record   | Adversaire            | Date          |
| -------------------------- | ---------------- | --------------------------- | ---------------- | -------- | --------------------- | ------------- |
| Points                     | 25               | Knicks de New York          | 5 avril 2024     | 3        | 2 fois                | 2 fois        |
| Paniers marqués            | 10               | 3 fois                      | 3 fois           | 1        | 4 fois                | 4 fois        |
| Paniers tentés             | 17               | Wizards de Washington       | 13 août 2020     | 8        | @ Bucks de Milwaukee  | 27 avril 2022 |
| Paniers à 3 points réussis | 3                | 6 fois                      | 6 fois           | 1        | 76ers de Philadelphie | 19 août 2020  |
| Paniers à 3 points tentés  | 9                | Wizards de Washington       | 13 août 2020     | 5        | @ Bucks de Milwaukee  | 27 avril 2022 |
| Lancers francs réussis     | 7                | @ Raptors de Toronto        | 3 février 2022   | 1        | @ Bucks de Milwaukee  | 27 avril 2022 |
| Lancers francs tentés      | 8                | 2 fois                      | 2 fois           | 2        | @ Bucks de Milwaukee  | 27 avril 2022 |
| Rebonds offensifs          | 6                | @ Nuggets de Denver         | 19 novembre 2021 | 4        | Bucks de Milwaukee    | 24 avril 2022 |
| Rebonds défensifs          | 8                | 3 fois                      | 3 fois           | 4        | @ Bucks de Milwaukee  | 20 avril 2022 |
| Rebonds totaux             | 13               | Knicks de New York          | 5 avril 2024     | 5        | @ Bucks de Milwaukee  | 20 avril 2022 |
| Passes décisives           | 6                | @ 76ers de Philadelphie     | 10 janvier 2025  | 2        | @ Bucks de Milwaukee  | 27 avril 2022 |
| Interceptions              | 5                | Kings de Sacramento         | 13 février 2025  | 7        | @ Bucks de Milwaukee  | 27 avril 2022 |
| Contres                    | 3                | 3 fois                      | 3 fois           | -        | -                     | -             |
| Balles perdues             | 4                | 3 fois                      | 3 fois           | 4        | @ Bucks de Milwaukee  | 27 avril 2022 |
| Minutes jouées             | 40               | @ Timberwolves du Minnesota | 10 avril 2022    | 27       | @ Bucks de Milwaukee  | 27 avril 2022 |

- Double-double : 1
- Triple-double : 0

Dernière mise à jour : 16 février 2025